# Hélder Rodrigues
Hélder Fernando Simões Cerqueira Rodrigues (Lisboa, 28 de fevereiro de 1979) é um motociclista de enduro português, tornado conhecido, sobretudo, pela sua participação no Rali Dakar de 2007 e por se ter tornado campeão do mundo de todo-o-terreno em 2011.

## Carreira
Hélder Rodrigues obteve a sua primeira classificação de destaque ao terminar o campeonato regional de motocross de 1994 em 2º lugar. Nos anos seguintes foi melhorando as suas classificações, até que, em 1999, venceu o nacional absoluto de enduro, correndo com uma Yamaha YZ 250. Desde 1999 até 2006 venceu sempre o campeonato nacional de enduro.

## Dakar
- 2006

Em 2006 Hélder Rodrigues participou pela primeira vez no Lisboa Dakar, integrado na equipa Bianchi Prata Competições, terminando a prova no 9º lugar.
- 2007

No Lisboa Dakar 2007, após ter ficado a apenas 16 segundos de Ruben Faria na primeira etapa, Hélder Rodrigues venceu a segunda etapa entre Portimão e Málaga e passou a liderar a classificação geral das motos, que perdeu na terceira etapa. Nesta edição do rali, venceu ainda a décima etapa, disputada em redor de Néma na Mauritânia, vindo a terminar a prova no quinto lugar.
Na penúltima etapa do Rali todo-o-terreno da Argentina, Hélder Rodrigues sofreu um grave acidente que levou a que se retirasse o seu baço, e a que tivesse sido necessária uma cirurgia a um dos seus braços. O piloto recuperou totalmente.
- 2009

Em 2009 atingiu o 5º Lugar na Prova e venceu a etapa Córdoba - Buenos Aires
- 2010

Em 2010 Atingiu o 4º Lugar na Prova, tornando-se na altura, ao lado de Carlos Sousa nos Carros, o melhor português de sempre no Dakar.
- 2011

Em 2011, Hélder Rodrigues acaba por atingir o pódio, após desistência de "Chaleco" Lopez Contardo na última etapa do Dakar, terminando no 3º lugar (melhor posição de um português no Dakar até então). Vitória na 5ª etapa (Calama - Iquique)
- 2012

Hélder Rodrigues repete o 3º lugar, atrás de Cyril Despres e Marc Coma, a 1 hora, 11 minutos e 17 segundos do vencedor, e com penalização de 15 minutos por troca de motor. Vitórias na 9ª (Antofagasta - Iquique) e 13ª etapas (Nazca - Pisco).
- 2013

Em 2013, troca a Yamaha pela Honda que regressa ao Dakar. Termina em 7º.
- 2014

Termina em 5º, sendo o melhor Honda
- 2015

Afetado por gripe no início da prova, venceu as etapas 6 e 9, terminando em 12º, depois ajudar Paulo Gonçalves a tentar chegar à vitória na prova.

## Todo-o-terreno
A 8 de outubro de 2011, tornou-se no primeiro português a ganhar o campeonato do mundo de todo-o-terreno.